# Coupe du monde de bobsleigh 2013-2014
Navigation
Édition précédente Édition suivante
L'édition 2014-2014 de la Coupe du monde de bobsleigh se déroule entre le 24 novembre 2013 et le 26 janvier 2014.

## Règlement
| Période / Place | 1   | 2   | 3   | 4   | 5   | 6   | 7   | 8   | 9   | 10  | 11  | 12  | 13  | 14  | 15  | 16 | 17 | 18 | 19 | 20 | 21 | 22 | 23 | 24 | 25 | 26 | 27 | 28 | 29 |
| --------------- | --- | --- | --- | --- | --- | --- | --- | --- | --- | --- | --- | --- | --- | --- | --- | -- | -- | -- | -- | -- | -- | -- | -- | -- | -- | -- | -- | -- | -- |
| 2013/2014       | 225 | 210 | 200 | 192 | 184 | 176 | 168 | 160 | 152 | 144 | 136 | 128 | 120 | 112 | 104 | 96 | 88 | 80 | 74 | 68 | 62 | 56 | 50 | 45 | 40 | 36 | 32 | 28 | 24 |

## Classement général

### Bob combiné masculin
| Pos. | Bobeur              | Points |
| ---- | ------------------- | ------ |
| 1    | Steven Holcomb      | 3159   |
| 2    | Beat Hefti          | 2716   |
| 3    | Thomas Florschuetz  | 2688   |
| 4    | Maximilian Arndt    | 2678   |
| 5    | Chris Spring        | 2672   |
| 6    | Francesco Friedrich | 2628   |
| 7    | Alexsandr Zubkov    | 2624   |
| 8    | Lyndon Rush         | 2462   |
| 9    | Justin Kripps       | 2385   |
| 10   | Oskars Melbardis    | 2308   |

### Bob à 2 masculin
| Pos. | Bobeur              | CAL | PAR | LAK | LAK | WIN | SMO | IGL | KON | Points |
| ---- | ------------------- | --- | --- | --- | --- | --- | --- | --- | --- | ------ |
| 1    | Steven Holcomb      | 1   | 1   | 1   | 1   | 7   | 5   | 1   | 7   | 1645   |
| 2    | Beat Hefti          | 2   | 5   | 2   | 11  | 1   | 1   | 2   | 2   | 1610   |
| 3    | Francesco Friedrich | 6   | 3   | 7   | 9   | 5   | 3   | 4   | 12  | 1400   |
| 4    | Cory Butner         | 9   | 4   | 4   | 3   | 3   | 15  | 9   | 4   | 1384   |
| 5    | Alexsandr Zubkov    | 4   | 9   | 5   | 5   | 2   | 2   | 3   | -   | 1332   |
| 6    | Nick Cunningham     | 10  | 2   | 3   | 2   | 12  | 11  | 15  | 6   | 1308   |
| 7    | Lyndon Rush         | 8   | 6   | 9   | 13  | 6   | 4   | 12  | 3   | 1308   |
| 8    | Thomas Florschuetz  | 12  | 13  | 6   | 4   | 4   | 9   | 6   | 9   | 1288   |
| 9    | Chris Spring        | 3   | 12  | 12  | 6   | 9   | 6   | 9   | 8   | 1272   |
| 10   | Justin Kripps       | 13  | 8   | 8   | 8   | 11  | 16  | 5   | 1   | 1241   |

### Bob à 4 masculin
| Pos. | Bobeur              | CAL | PAR | LAK | WIN | WIN | SMO | IGL | KON | Points |
| ---- | ------------------- | --- | --- | --- | --- | --- | --- | --- | --- | ------ |
| 1    | Maximilian Arndt    | 2   | 2   | 7   | 1   | 1   | 3   | 6   | 8   | 1574   |
| 2    | Steven Holcomb      | 1   | 1   | 1   | 20  | 7   | 7   | 2   | 1   | 1514   |
| 3    | Thomas Florschuetz  | 5   | 17  | 3   | 4   | 3   | 5   | 3   | 9   | 1400   |
| 4    | Chris Spring        | 4   | 7   | 4   | 7   | 5   | 4   | 6   | 12  | 1400   |
| 5    | Alexsandr Zubkov    | 2   | 5   | 11  | 3   | 4   | 2   | 8   | -   | 1292   |
| 6    | Oskars Melbardis    | -   | 4   | 5   | 6   | 23  | 1   | 1   | 6   | 1228   |
| 7    | Francesco Friedrich | 13  | 15  | 14  | 2   | 2   | 11  | 9   | 5   | 1228   |
| 8    | Alexander Kasjanov  | 8   | 3   | 6   | 11  | 10  | 8   | 5   | -   | 1160   |
| 9    | Lyndon Rush         | 6   | 11  | 21  | 8   | 9   | 9   | 13  | 3   | 1158   |
| 10   | Justin Kripps       | 9   | 9   | 9   | 8   | 11  | 12  | 12  | 11  | 1144   |

### Bob à 2 féminin
| Pos. | Bobeuse              | CAL | PAR | PAR | LAK | WIN | SMO | IGL | KON | Points |
| ---- | -------------------- | --- | --- | --- | --- | --- | --- | --- | --- | ------ |
| 1    | Kaillie Humphries    | 1   | 2   | 7   | 1   | 5   | 1   | 4   | 3   | 1629   |
| 2    | Elana Meyers         | 2   | 1   | 1   | 2   | 2   | 12  | 2   | 2   | 1628   |
| 3    | Jamie Greubel        | 3   | 3   | 2   | 3   | 4   | 4   | 1   | 10  | 1563   |
| 4    | Sandra Kiriasis      | 6   | 13  | 4   | 6   | 1   | 6   | 5   | 4   | 1441   |
| 5    | Cathleen Martini     | 4   | 5   | 5   | 5   | 12  | 2   | 10  | 7   | 1394   |
| 6    | Anja Schneiderheinze | 5   | 11  | 13  | 10  | 3   | 5   | 3   | 13  | 1288   |
| 7    | Jazmine Fenlator     | 15  | 4   | 2   | 4   | 9   | 17  | 7   | 8   | 1266   |
| 8    | Fabienne Meyer       | 12  | 9   | 10  | 11  | 10  | 3   | 11  | 1   | 1265   |
| 9    | Esme Kamphuis        | 15  | 7   | 9   | 8   | 7   | 11  | 8   | 5   | 1232   |
| 10   | Elfje Willemsen      | 10  | 12  | 10  | 7   | 6   | 7   | 12  | 6   | 1232   |

## Calendrier
| 1. Calgary (24 au 30 novembre 2013) |                                                                             | |                                         |
| Épreuve                             | Vainqueur                                                                   | Deuxième | Troisième                               |
| Bob à 2 H                           | États-Unis Steven Holcomb Steven Langton                                    | Suisse Beat Hefti Alex Baumann | Canada Chris Spring Jesse Lumsden       |
| Bob à 4 H                           | États-Unis Steven Holcomb Curtis Tomasevicz Steven Langton Christopher Fogt | Allemagne Maximilian Arndt Marko Hübenbecker Alexander Rödiger Martin Putze Russie Aleksandr Zoubkov Alexey Negodaylo Dmitry Trunenkov Maxim Mokrousov |                                         |
| Bob à 2 F                           | Canada Kaillie Humphries Heather Moyse                                      | États-Unis Elana Meyers Aja Evans | États-Unis Jamie Greubel Katie Eberling |

| 2. Park City (2 au 7 décembre 2013) |                                                                             |                                                                                 |                                                                          |
| Épreuve                             | Vainqueur                                                                   | Deuxième                                                                        | Troisième                                                                |
| Bob à 2 H                           | États-Unis Steven Holcomb Christopher Fogt                                  | États-Unis Nick Cunningham Dallas Robinson                                      | Allemagne Francesco Friedrich Jannis Bäcker                              |
| Bob à 4 H                           | États-Unis Steven Holcomb Curtis Tomasevicz Steven Langton Christopher Fogt | Allemagne Maximilian Arndt Marko Hübenbecker Alexander Rödiger Martin Putze     | Russie Alexander Kasjanov Philipp Egorov Maxim Belugin Aleksei Pushkarev |
| Bob à 2 F (1)                       | États-Unis Elana Meyers Aja Evans                                           | Canada Kaillie Humphries Heather Moyse                                          | États-Unis Jamie Greubel Katie Eberling                                  |
| Bob à 2 F (2)                       | États-Unis Elana Meyers Aja Evans                                           | États-Unis Jazmine Fenlator Lauryn Williams États-Unis Jamie Greubel Lolo Jones |                                                                          |

| 3. Lake Placid (10 au 15 décembre 2013) |                                                                             |                                                                       |                                                                        |
| Épreuve                                 | Vainqueur                                                                   | Deuxième                                                              | Troisième                                                              |
| Bob à 2 H (1)                           | États-Unis Steven Holcomb Steven Langton                                    | Suisse Beat Hefti Alex Baumann                                        | États-Unis Nick Cunningham Dallas Robinson                             |
| Bob à 2 H (2)                           | États-Unis Steven Holcomb Steven Langton                                    | États-Unis Nick Cunningham Johnny Quinn                               | États-Unis Cory Butner Charles Berkeley                                |
| Bob à 4 H                               | États-Unis Steven Holcomb Curtis Tomasevicz Steven Langton Christopher Fogt | Royaume-Uni John James Jackson Stuart Benson Bruce Tasker Joel Fearon | Allemagne Thomas Florschuetz Ronny Listner Kevin Kuske Christian Poser |
| Bob à 2 F                               | Canada Kaillie Humphries Heather Moyse                                      | États-Unis Elana Meyers Lauryn Williams                               | États-Unis Jamie Greubel Katie Eberling                                |

| 4. Winterberg (30 décembre 2013 au 5 janvier 2014) |                                                                             |                                                                              |                                                                              |
| Épreuve                                            | Vainqueur                                                                   | Deuxième                                                                     | Troisième                                                                    |
| Bob à 2 H                                          | Suisse Beat Hefti Alex Baumann                                              | Russie Aleksandr Zoubkov Alekseï Voïevoda                                    | États-Unis Cory Butner Charles Berkeley                                      |
| Bob à 4 H (1)                                      | Allemagne Maximilian Arndt Marko Hübenbecker Alexander Rödiger Martin Putze | Allemagne Francesco Friedrich Jannis Baecker Gregor Bermbach Thorsten Margis | Russie Aleksandr Zoubkov Alexey Negodaylo Dmitry Trunenkov Aleksei Pushkarev |
| Bob à 4 H (2)                                      | Allemagne Maximilian Arndt Marko Hübenbecker Alexander Rödiger Martin Putze | Allemagne Francesco Friedrich Jannis Baecker Gregor Bermbach Thorsten Margis | Allemagne Thomas Florschuetz Joshua Bluhm Kevin Kuske Christian Poser        |
| Bob à 2 F                                          | Allemagne Sandra Kiriasis Franziska Fritz                                   | États-Unis Elana Meyers Lolo Jones                                           | Allemagne Anja Schneiderheinze Stephanie Schneider                           |

| 5. Saint-Moritz (6 au 12 janvier 2014) |                                                                           |                                                                             |                                                                             |
| Épreuve                                | Vainqueur                                                                 | Deuxième                                                                    | Troisième                                                                   |
| Bob à 2 H                              | Suisse Beat Hefti Alex Baumann                                            | Russie Aleksandr Zoubkov Alekseï Voïevoda                                   | Allemagne Francesco Friedrich Jannis Bäcker                                 |
| Bob à 4 H                              | Lettonie Oskars Melbardis Daumants Dreiskens Arvis Vilkaste Janis Strenga | Russie Aleksandr Zoubkov Alexey Negodaylo Dmitry Trunenkov Alekseï Voïevoda | Allemagne Maximilian Arndt Marko Hübenbecker Alexander Rödiger Martin Putze |
| Bob à 2 F                              | Canada Kaillie Humphries Heather Moyse                                    | Allemagne Cathleen Martini Christin Senkel                                  | Suisse Fabienne Meyer Tanja Mayer                                           |

| 6. Igls (13 au 19 janvier 2014) |                                                                           |                                                                             |                                                                       |
| Épreuve                         | Vainqueur                                                                 | Deuxième                                                                    | Troisième                                                             |
| Bob à 2 H                       | États-Unis Steven Holcomb Steven Langton                                  | Suisse Beat Hefti Thomas Amrhein                                            | Russie Aleksandr Zoubkov Dmitry Trunenkov                             |
| Bob à 4 H                       | Lettonie Oskars Melbardis Daumants Dreiskens Arvis Vilkaste Janis Strenga | États-Unis Steven Holcomb Curtis Tomasevicz Steven Langton Christopher Fogt | Allemagne Thomas Florschuetz Joshua Bluhm Kevin Kuske Christian Poser |
| Bob à 2 F                       | États-Unis Jamie Greubel Lauryn Williams                                  | États-Unis Elana Meyers Aja Evans                                           | Allemagne Anja Schneiderheinze Stephanie Schneider                    |

| 7. Königssee (21 au 26 janvier 2014) |                                                                             |                                                           |                                                                 |
| Épreuve                              | Vainqueur                                                                   | Deuxième                                                  | Troisième                                                       |
| Bob à 2 H                            | Canada Justin Kripps Bryan Barnett                                          | Suisse Beat Hefti Alex Baumann                            | Canada Lyndon Rush Lascelles Brown                              |
| Bob à 4 H                            | États-Unis Steven Holcomb Curtis Tomasevicz Steven Langton Christopher Fogt | Suisse Beat Hefti Alex Baumann Juerg Egger Thomas Amrhein | Canada Lyndon Rush Lascelles Brown David Bissett Neville Wright |
| Bob à 2 F                            | Suisse Fabienne Meyer Tanja Mayer                                           | États-Unis Elana Meyers Aja Evans                         | Canada Kaillie Humphries Heather Moyse                          |